# Император Александр I (гидроавиатранспорт)
«Император Александр I», бывший «Император Александр III», позднее «Республиканец», «Ламартин» и «Кхай Динь» — гидроавиатранспорт Черноморского флота Российской империи.

## История

### Первая мировая война
После начала Первой мировой войны на Черноморском флоте приступили к переоборудованию в гидроавиатранспорты целого ряда судов. Среди них был грузо-пассажирский пароход Русского общества пароходства и торговли (РОПиТ) «Император Александр III». 

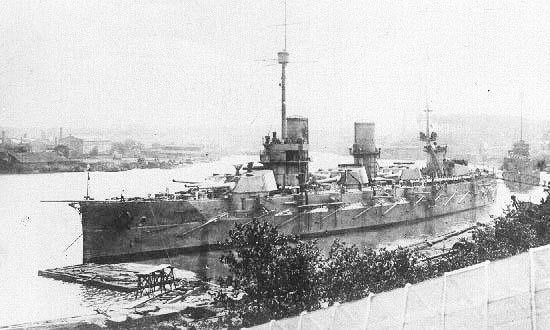
Линкор-дредноут «Император Александр III», вступил в строй Черноморского флота после Февральской революции как линейный корабль «Воля»

В связи с наличием на Черноморском флоте одноименного линейного корабля — достраивающегося линкора «Император Александр III» — пароход «Император Александр III» после мобилизации был 9 января 1915 года переименован в «Император Александр I».
Командир - капитан 1-го ранга Геринг Пётр Алексеевич.
Первое групповое боевое применение авианесущих кораблей Черноморского флота совместно с линейными кораблями состоялось в конце февраля — начале марта 1915 года при обстреле турецких укреплений в проливе Босфор. Морские авиаторы вели разведку и корректировку огня, а при появлении кораблей противника — извещали эскадру с помощью цветных дымов. Кроме того, гидропланы нанесли бомбовые удары по артиллерийским батареям противника охраняющим вход в Босфор. На гидроплан обычно подвешивались две бомбы большого калибра и несколько меньшего в диапазоне от 8 фунтов до одного пуда. Применение морской авиации существенно повысило возможности Черноморской эскадры в решении боевых задач. Поход к Босфору в начале мая ознаменовался еще одним событием: 3 мая 1915 года русские гидроаэропланы совершили налет на Константинополь.

### Атака на Зонгулдак

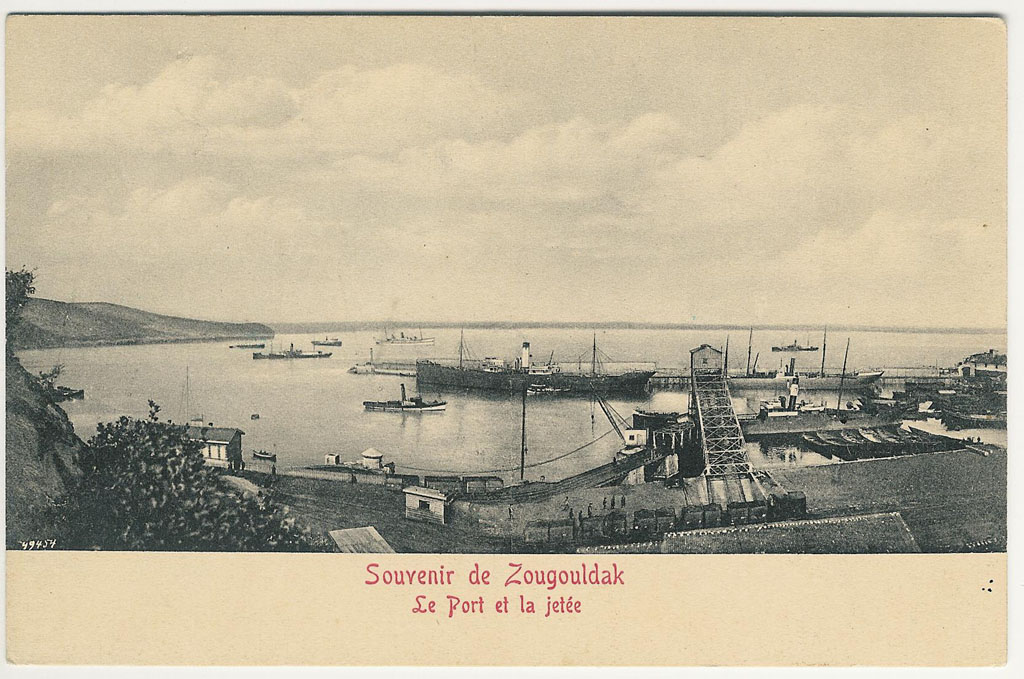
Угольный порт Зонгулдак, почтовая открытка периода Оттоманской империи

На протяжении всего хода войны на черноморском театре боевых действий Ставка постоянно требовала от Черноморского флота активно препятствовать морским перевозкам по снабжению турецкой армии и флота. Директивой от 9 сентября 1915 года Ставка предписывала прервать подвоз угля морским путём в Босфорский район из центра турецкой угледобычи — Эрегли-Зонгулдакского каменноугольного бассейна, известного как Угольный район Зонгулдак (также Зунгулдак), в Малой Азии. Немаловажную роль в выполнении этой директивы Ставки командование Черноморского флота отводило морской авиации. Наиболее успешно она действовала в ходе атаки на Зонгулдак 24 января (8 февраля) 1916 года. В ней участвовали 14 летающих лодок конструкции Д. П. Григоровича М-5 с «Императора Александра I» и «Императора Николая I». В это время на «Императоре Александре I» базировался 1-й корабельный отряд авиации Черноморского флота в составе 7 летчиков и 7 наблюдателей летавших на М-5. Руководил 1-м корабельным отрядом морской летчик лейтенант Р. Ф. фон Эссен.
23 января (7 февраля) 1916 года после предварительной разведки Зонгулдака и обнаружения там целей маневренная группа флота в составе линкора «Императрица Мария», крейсера «Кагул», эскадренных миноносцев «Заветный» и «Завидный», а также гидроавиатранспортов «Александр I» и «Николай I», погрузивших на борт 14 гидросамолетов, вышла в море. Для обеспечения внезапности, авианесущие корабли совершили переход самостоятельно, находясь под стратегическим прикрытием развернутой в море маневренной группы линейных кораблей. Атака началась утром 24 января. После выхода в точку развертывания в 15-18 милях от Зонгулдака спуск гидросамолетов на воду охранялся подошедшими миноносцами «Поспешный» и «Громкий». Сам спуск был произведен за полчаса. Из 14 стартовавших гидросамолетов — 11 долетели до цели, а три из-за поломок моторов вернулись обратно. Четыре гидроплана нанесли удар по стоявшему в порту турецкому транспорту «Инмингард» водоизмещением 4211 регистровых тонн. Бомбометание осуществлялось с высоты 1500 м в условиях огневого противодействия противника. На поражение цели было потрачено 10 авиационных бомб: 4 пятидесятифунтовые, 3 пудовые и 3 десятифунтовые. Из четырёх сброшенных бомб большого калибра — одна попала в середину транспорта, и он затонул. Самым метким оказался экипаж второго корабельного отряда авиации Черноморского флота с «Николая I» в составе морского летчика В. М. Марченко и наблюдателя прапорщика князя Лобанова-Ростовского. В донесении прапорщика князя Лобанова-Ростовского начальнику морской авиации Черноморского флота говорилось: 

Доношу Вашему Высокоблагородию, что 24-го сего января в 10 часов 22 минуты утра я вылетел на аппарате № 32 с морским летчиком лейтенантом Марченко с целью уничтожения пароходов, стоящих за молом в гавани Зонгулдак. Подходя к Зонгулдаку я видел отшвартованные к молу два парохода, один большого размера, а другой малого; посреди же гавани стояло, по-видимому, парусное судно. При подходе к Зонгулдаку стали замечаться взрывы шрапнели, сопровождавшие аппарат все время до конца бомбометания. Проходя над большим пароходом, я сбросил 50-ти фунтовую бомбу, попавшую в пароход около трубы. После виража, при вторичном проходе над пароходом, была сброшена вторая бомба, упавшая возле него в воду. Сбросив обе бомбы, легли на NW и вернулись к посыльному судну «Император Николай I».
 Кроме «Инмингарда» также были потоплены несколько парусных судов-угольщиков. Остальные гидропланы ввиду плотной облачности водные цели не обнаружили и отработали по железнодорожному терминалу и портовым сооружениям. Начальник 1-го корабельного отряда фон Эссен описал налет начальнику авиации Черноморского флота следующим образом: 

Доношу Вашему Высокоблагородию, что сего 24 января получив Ваше приказание бомбардировать Зонгулдак, и если есть там за молом стоящий большой пароход, то и его. В 10 часов 27 минут я первым полетел на аппарате № 37 на Зонгулдак, имея наблюдателя моториста I статьи Олейникова, взяв с собой на аппарат две пудовые и две десятифунтовые бомбы. Подлетая к Зонгулдаку, я увидел в гавани за молом, стоящий носом к выходу, большой однотрубный двухмачтовый пароход, который сильно дымил. Сделав над городом и гаванью на высоте 900—1100 метров три круга, мой наблюдатель сбросил все четыре бомбы. Первая пудовая сброшенная по пароходу разорвалась на молу впереди носа. Вторая десятифунтовая упала за кормой парохода среди стоявших лайб и произведя на одной из них пожар. Третья пудовая сброшена по железнодорожному узлу, попав в большое белое здание. Четвёртая упала на берег за кормой парохода. На горке около Килимли мною были замечены ряд белых дымков, по-видимому, стреляющей батареи. Выполнив задачу, я через 50 минут возвратился к „Императору Александру I“ и подошел к борту для подъема.
 После первого налета было решено произвести ещё один. Во время швартовки гидросамолета лейтенанта Р. Эссена к корме «Александра I» для заправки и загрузки боеприпаса была замечена подводная лодка противника (как впоследствии оказалось германская подводная лодка типа «UB I»- SM UB-7), атаковавшая гидроавиатранспорт. Командир германской подводной лодки UB-7 впоследствии писал, что выпустил мину в «Александра I», которая: 

…хорошо пошла, но взрыва не последовало. В перископ наблюдал как в воздух поднялся гидроплан и полетел в нашем направлении. Был вынужден отказаться от дальнейших атак и уходить, меняя курс и глубину….
 Лейтенант Р. Эссен описал минную атаку так: 

Мне были брошены концы и стали подтягивать к борту. В это время машинам был дан полный ход вперед, и мой аппарат стало сносить под корму на винты. Вслед за этим на корабле раздался первый выстрел, концы были брошены на аппарат и запутались на моторе, поломав мне выпускной клапан. Находясь в двух саженях за кормой корабля, вдруг я, и мой наблюдатель заметили подводную мину, идущую на наш аппарат. Мина шла довольно медленно, коснулась лодки, остановилась, затем её течением от винтов отнесло в сторону и она, через несколько минут затонула. Выловить её я не имел возможности из-за порчи мотора. Распутав намотавшийся на мотор конец и выбросив поломанный клапан механик мой запустил мотор, и я на 8 цилиндрах оторвался от воды и стал искать подводную лодку и охранять наши корабли. В 12 часов 2 минуты я сел и был поднят на корабль
Находившийся в воздухе с боевым запасом лейтенант Г. В. Корнилович немедленно атаковал UB-7, произведя бомбометание и сбросив сигнальные дымы. Минная атака на «Александр I» сорвалась и в результате грамотных действий его командира — капитана 1 ранга П. А. Геринга мина, своевременно начавшего маневрировать и открывшего артиллерийский огонь по UB-7 ныряющими снарядами, что помешало UB-7 выпустить вторую мину. Гидросамолеты начали преследование подводной лодки и отогнали её от гидроавиатранспортов, но при этом израсходовали весь запас топлива. Они были отбуксированы к месту погрузки миноносцами и помещены на вернувшиеся в точку развертывания гидроавиатранспорты. Подводя итоги участия авиаторов Черноморского флота в атаке на Зондулак, следует указать, что впервые в истории российского военного флота корабельная авиация нанесла самостоятельный удар по водным и наземным целям, а экипаж лейтенанта Г. В. Корниловича впервые в истории черноморской морской авиации обнаружил при выполнении боевой задачи вражескую подводную лодку и воспрепятствовал её атакующим действиям.

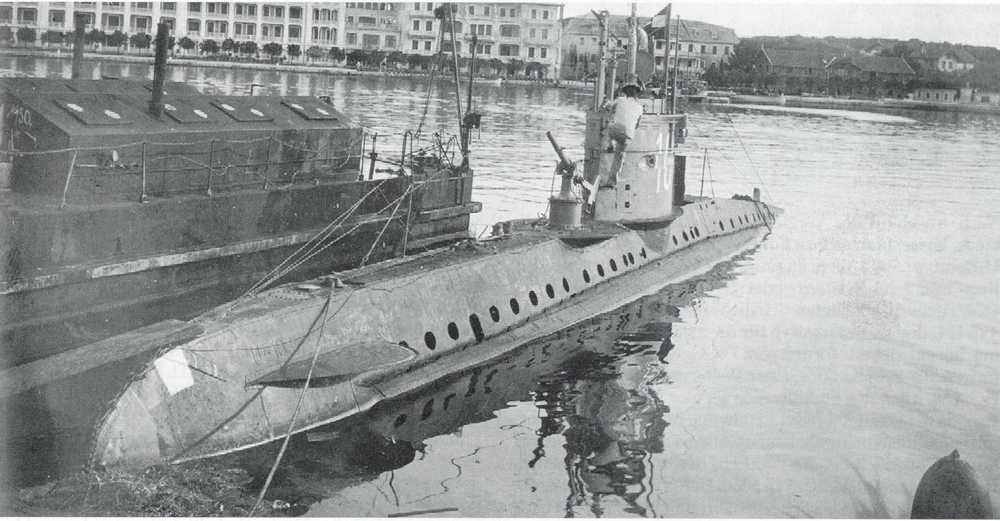
Германская малая подводная лодка прибрежного плавания серии UB-I (U-Boot-Klasse UB). Из-за небольшого водоизмещения при выстреле миной с перископной глубины лодка теряла центровку и её нос оказывался на поверхности, что и привело к своевременному обнаружению подводной лодки UB-7 экипажем гидроплана М-5.

### Дальнейшее участие в Первой мировой войне

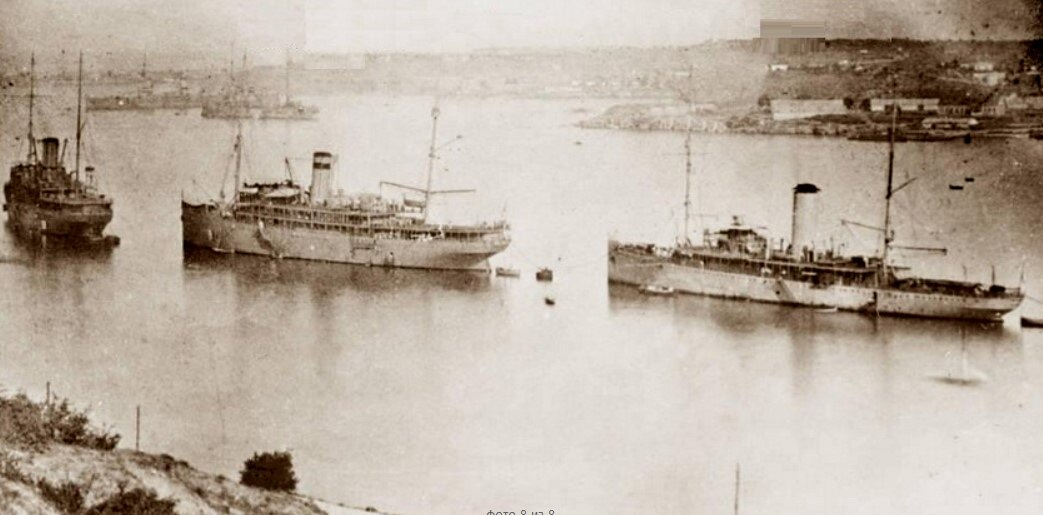
Гидроавиатранспорты Воздушной дивизии Черноморского флота «Император Александр I», «Император Николай I», «Румыния»

26 августа 1916 года подобная операция была проведена против болгаро-германских сил сконцентрированных в районе Варны, но на этот раз не удалось достичь фактора внезапности и противник оказал организованное сопротивление, а при отходе русской эскадры вражеские самолеты сбросили на неё несколько десятков бомб, повредивших один миноносец. Совершенно другие задачи пришлось решать морской авиации ранее при обеспечении высадки десанта на побережье Лазистана в апреле 1916 года. Оба гидравиатранспорта — «Император Александра I» и «Император Николай I» — осуществляли противолодочное охранение транспортного конвоя перевозившего пластунские бригады из Новороссийска и Мариуполя в район бухты Ризе на побережье Лазистана между Батуми и Трабзоном. Гидропланы сперва несли противолодочную охрану, а затем барражировали над местом высадки. Первые гидросамолёты были несовершенны как по своей конструкции, так и по исполнению, к тому же, довольно часто ломались, для них была опасна даже малая волна. Происходили отказы летательных аппаратов и в воздухе, причем не только из-за поражения огнём неприятеля, но и по техническим причинам. Иногда это случалось во время полетов в открытом море на значительном удалении от кораблей сопровождения. Это обстоятельство накладывало повышенные требования к подготовке, мастерству и психологической устойчивости морских авиаторов.

### Революция 1917 года и Гражданская война
После Февральской революции гидроавиатранспорт «Император Александр I» в мае 1917 года был переименован в «Республиканец». Его дальнейшее применение в качестве авианесущего корабля было прекращено произошедшей Октябрьской революцией и начавшейся гражданской войной. В 1919 году «Республиканец» был уведен из Севастополя французскими интервентами.

### Под французским флагом
В 1919—1921 гг. судно формально находилось во фрахте у французского правительства. В декабре 1921 г. оно было продано французской судоходной компании Compagnie des Messageries Maritimes (MM), Марсель, и переименовано в «Ламартин» (фр. Lamartine). «Ламартин» активно использовался для транспортировки войск по Средиземному морю, в частности, участвовал в эвакуации оккупационных подразделений Антанты из Константинополя после заключения Лозаннского мирного договора в августе 1923 года. В октябре 1929 года в числе пассажиров «Ламартина» во время рейса Марсель — Бейрут находился тогда еще никому не известный офицер Шарль де Голль, будущий президент Франции.
До 1939 года «Ламартин» совершал регулярные рейсы в Средиземном море на Левантийской и других линиях, а в 1939 г. — был отправлен во Французский Индокитай, где получил новое название — «Кхай Динь»(фр. Khai Dinh). «Кхай Динь» ходил на линии Сайгон — Хайфон. 6 мая 1942 на траверсе Камрани «Кхай Динь» подвергся торпедной атаке американской подводной лодки «Тунец (СС-184)» (англ. Skipjack (SS-184)). 22 ноября 1942 г. в заливе Далонг (фр. d'Along) к востоку от Хайфона «Кхай Динь» был снова атакован на этот раз группой самолетов ВВС США B-25 Митчелл и Кёртисс P-40 из 10-й воздушной армии (англ. 10th Air Force), базировавшейся в Нью-Дели, Индия. В результате бомбардировки пароход затонул, погибло 7 человек.